# 서울특별시의회의원 목록
다음은 서울특별시의회의원 112명 명단이다.

## 의원 목록
| 선거구             | 이름     | 소속정당                        | 관할구역                                                                                  | 비고        |
| ------------------ | -------- | ------------------------------- | ----------------------------------------------------------------------------------------- | ----------- |
| 종로구 제1선거구   | 윤종복   | 국민의힘                        | 청운효자동, 사직동, 삼청동, 부암동, 평창동, 무악동, 교남동, 가회동                        |             |
| 종로구 제2선거구   | 임종국   | 더불어민주당                    | 종로1·2·3·4가동, 종로5·6가동, 이화동, 혜화동, 창신1동, 창신2동, 창신3동, 숭인1동, 숭인2동 |             |
| 중구 제1선거구     | 박영한   | 국민의힘                        | 소공동, 명동, 광희동, 을지로동, 신당동, 신당제5동, 동화동, 황학동, 중림동                 |             |
| 중구 제2선거구     | 옥재은   | 국민의힘                        | 회현동, 필동, 장충동, 다산동, 약수동, 청구동                                              |             |
| 용산구 제1선거구   | 김용호   | 국민의힘                        | 남영동, 청파동, 원효로제1동, 원효로제2동, 효창동, 용문동, 한강로동, 이촌제1동, 이촌제2동  |             |
| 용산구 제2선거구   | 최유희   | 국민의힘                        | 후암동, 용산2가동, 이태원제1동, 이태원제2동, 한남동, 서빙고동, 보광동                     |             |
| 성동구 제1선거구   | 박중화   | 국민의힘                        | 금호1가동, 금호2·3가동, 금호4가동, 옥수동                                                 |             |
| 성동구 제2선거구   | 구미경   | 국민의힘                        | 왕십리제2동, 왕십리도선동, 행당제1동, 행당제2동                                           |             |
| 성동구 제3선거구   | 이민옥   | 더불어민주당                    | 마장동, 사근동, 송정동, 용답동                                                            |             |
| 성동구 제4선거구   | 황철규   | 국민의힘                        | 응봉동, 성수1가제1동, 성수1가제2동, 성수2가제1동, 성수2가제3동                            |             |
| 광진구 제1선거구   | 전병주   | 더불어민주당                    | 중곡제1동, 중곡제2동, 중곡제3동, 중곡제4동                                                |             |
| 광진구 제2선거구   | 박성연   | 국민의힘                        | 군자동, 능동, 광장동, 구의제2동                                                           |             |
| 광진구 제3선거구   | 김영옥   | 국민의힘                        | 자양제1동, 자양제2동, 구의제1동, 구의제3동                                                |             |
| 광진구 제4선거구   | 김혜영   | 국민의힘                        | 화양동, 자양제3동, 자양제4동                                                              |             |
| 동대문구 제1선거구 | 이병윤   | 국민의힘                        | 용신동, 제기동, 청량리동                                                                  |             |
| 동대문구 제2선거구 | 심미경   | 국민의힘                        | 회기동, 휘경제1동, 휘경제2동, 이문제1동, 이문제2동                                        |             |
| 동대문구 제3선거구 | 남궁역   | 국민의힘                        | 전농제1동, 전농제2동, 답십리제1동                                                         |             |
| 동대문구 제4선거구 | 신복자   | 국민의힘                        | 답십리제2동, 장안제1동, 장안제2동                                                         |             |
| 중랑구 제1선거구   | 이영실   | 더불어민주당                    | 면목제4동, 면목제7동, 면목제3·8동, 망우제3동                                              |             |
| 중랑구 제2선거구   | 임규호   | 더불어민주당                    | 면목제2동, 면목제5동, 면목본동, 상봉제2동                                                 |             |
| 중랑구 제3선거구   | 박승진   | 더불어민주당                    | 중화제1동, 중화제2동, 묵제1동, 묵제2동                                                    |             |
| 중랑구 제4선거구   | 민병주   | 국민의힘                        | 상봉제1동, 망우본동, 신내제1동, 신내제2동                                                 |             |
| 성북구 제1선거구   | 한신     | 더불어민주당                    | 성북동, 삼선동, 동선동, 돈암제2동, 안암동, 보문동                                         |             |
| 성북구 제2선거구   | 김원중   | 국민의힘                        | 정릉제1동, 정릉제2동, 정릉제3동, 정릉제4동, 길음제1동                                     |             |
| 성북구 제3선거구   | 강동길   | 더불어민주당                    | 돈암제1동, 길음제2동, 종암동, 월곡제1동, 월곡제2동                                        |             |
| 성북구 제4선거구   | 김태수   | 국민의힘                        | 장위제1동, 장위제2동, 장위제3동, 석관동                                                   |             |
| 강북구 제1선거구   | 이종환   | 국민의힘                        | 번1동, 번2동, 수유2동, 수유3동                                                            |             |
| 강북구 제2선거구   | 이상훈   | 더불어민주당                    | 수유1동, 우이동, 인수동                                                                   |             |
| 강북구 제3선거구   | 이용균   | 더불어민주당                    | 삼양동, 송천동, 삼각산동                                                                  |             |
| 강북구 제4선거구   | 박수빈   | 더불어민주당                    | 미아동, 송중동, 번3동                                                                     |             |
| 도봉구 제1선거구   | 이경숙   | 국민의힘                        | 창1동, 창4동, 창5동                                                                       |             |
| 도봉구 제2선거구   | 홍국표   | 국민의힘                        | 창2동, 창3동, 쌍문1동, 쌍문3동                                                            |             |
| 도봉구 제3선거구   | 박석     | 국민의힘                        | 쌍문2동, 쌍문4동, 방학3동                                                                 |             |
| 도봉구 제4선거구   | 이은림   | 국민의힘                        | 도봉1동, 도봉2동, 방학1동, 방학2동                                                        |             |
| 노원구 제1선거구   | 신동원   | 국민의힘                        | 월계1동, 월계2동, 월계3동                                                                 |             |
| 노원구 제2선거구   | 박환희   | 국민의힘                        | 공릉1동, 공릉2동                                                                          |             |
| 노원구 제3선거구   | 봉양순   | 더불어민주당                    | 하계1동, 중계본동, 중계1동, 중계4동                                                       |             |
| 노원구 제4선거구   | 서준오   | 더불어민주당                    | 하계2동, 중계2·3동, 상계6·7동                                                             |             |
| 노원구 제5선거구   | 윤기섭   | 국민의힘                        | 상계2동, 상계3·4동, 상계5동                                                               |             |
| 노원구 제6선거구   | 송재혁   | 더불어민주당                    | 상계1동, 상계8동, 상계9동, 상계10동                                                       |             |
| 은평구 제1선거구   | 성흠제   | 더불어민주당                    | 녹번동, 응암제1동, 응암제2동, 응암제3동                                                   |             |
| 은평구 제2선거구   | 이병도   | 더불어민주당                    | 역촌동, 신사제1동, 신사제2동, 증산동, 수색동                                              |             |
| 은평구 제3선거구   | 박유진   | 더불어민주당                    | 갈현제1동, 갈현제2동, 진관동                                                              |             |
| 은평구 제4선거구   | 정준호   | 더불어민주당                    | 불광제1동, 불광제2동, 구산동, 대조동                                                      |             |
| 서대문구 제1선거구 | 정지웅   | 국민의힘                        | 천연동, 북아현동, 충현동, 신촌동                                                          |             |
| 서대문구 제2선거구 | 문성호   | 국민의힘                        | 연희동, 홍제제1동, 홍제제2동                                                              |             |
| 서대문구 제3선거구 | 이승미   | 더불어민주당                    | 홍제제3동, 홍은제1동, 홍은제2동                                                           |             |
| 서대문구 제4선거구 | 김용일   | 국민의힘                        | 남가좌제1동, 남가좌제2동, 북가좌제1동, 북가좌제2동                                        |             |
| 마포구 제1선거구   | 이민석   | 국민의힘                        | 아현동, 공덕동, 도화동                                                                    |             |
| 마포구 제2선거구   | 소영철   | 국민의힘                        | 용강동, 대흥동, 염리동, 신수동                                                            |             |
| 마포구 제3선거구   |          | 서강동, 서교동, 합정동, 망원1동 |                                                                                           |             |
| 마포구 제4선거구   | 김기덕   | 더불어민주당                    | 망원2동, 연남동, 성산1동, 성산2동, 상암동                                                 |             |
| 양천구 제1선거구   | 채수지   | 국민의힘                        | 목2동, 목3동, 목4동, 목5동                                                                |             |
| 양천구 제2선거구   | 허훈     | 국민의힘                        | 목1동, 신정1동, 신정2동, 신정6동, 신정7동                                                 |             |
| 양천구 제3선거구   | 우형찬   | 더불어민주당                    | 신월1동, 신월3동, 신월4동, 신월5동, 신월7동                                               |             |
| 양천구 제4선거구   | 이승복   | 국민의힘                        | 신월2동, 신월6동, 신정3동, 신정4동                                                        |             |
| 강서구 제1선거구   | 김경     | 더불어민주당                    | 화곡제1동, 화곡제2동, 화곡제8동                                                           |             |
| 강서구 제2선거구   | 강석주   | 국민의힘                        | 화곡제3동, 발산제1동, 우장산동                                                            |             |
| 강서구 제3선거구   | 최진혁   | 국민의힘                        | 공항동, 방화제1동, 방화제2동                                                              |             |
| 강서구 제4선거구   | 김춘곤   | 국민의힘                        | 등촌제3동, 가양제1동, 가양제2동, 방화제3동                                                |             |
| 강서구 제5선거구   | 김경훈   | 국민의힘                        | 염창동, 등촌제1동, 가양제3동                                                              |             |
| 강서구 제6선거구   | 경기문   | 국민의힘                        | 등촌제2동, 화곡본동, 화곡제4동, 화곡제6동                                                 |             |
| 구로구 제1선거구   | 서상열   | 국민의힘                        | 고척제1동, 고척제2동, 개봉제1동, 개봉제2동, 개봉제3동                                     |             |
| 구로구 제2선거구   | 김인제   | 더불어민주당                    | 오류제1동, 오류제2동, 수궁동, 항동                                                        |             |
| 구로구 제3선거구   | 서호연   | 국민의힘                        | 신도림동, 구로제1동, 구로제2동, 구로제5동                                                 |             |
| 구로구 제4선거구   | 박칠성   | 더불어민주당                    | 구로제3동, 구로제4동, 가리봉동                                                            |             |
| 금천구 제1선거구   | 김성준   | 더불어민주당                    | 가산동, 독산제1동, 독산제2동, 독산제3동, 독산제4동                                        |             |
| 금천구 제2선거구   | 최기찬   | 더불어민주당                    | 시흥제1동, 시흥제2동, 시흥제3동, 시흥제4동, 시흥제5동                                     |             |
| 영등포구 제1선거구 | 김재진   | 국민의힘                        | 영등포본동, 도림동, 문래동, 신길제3동                                                     |             |
| 영등포구 제2선거구 | 김종길   | 국민의힘                        | 영등포동, 당산제1동, 당산제2동, 양평제1동, 양평제2동                                      |             |
| 영등포구 제3선거구 | 도문열   | 국민의힘                        | 여의동, 신길제1동, 신길제4동, 신길제5동, 신길제7동                                        |             |
| 영등포구 제4선거구 | 김지향   | 국민의힘                        | 신길제6동, 대림제1동, 대림제2동, 대림제3동                                                |             |
| 동작구 제1선거구   | 이봉준   | 국민의힘                        | 노량진제1동, 노량진제2동, 상도제2동, 상도제4동                                            |             |
| 동작구 제2선거구   | 최민규   | 국민의힘                        | 상도제3동, 대방동, 신대방제1동, 신대방제2동                                               |             |
| 동작구 제3선거구   | 곽향기   | 국민의힘                        | 상도제1동, 사당제3동, 사당제4동, 사당제5동                                                |             |
| 동작구 제4선거구   | 이희원   | 국민의힘                        | 흑석동, 사당제1동, 사당제2동                                                              |             |
| 관악구 제1선거구   | 송도호   | 더불어민주당                    | 보라매동, 청룡동, 은천동, 중앙동, 신림동                                                  |             |
| 관악구 제2선거구   | 왕정순   | 더불어민주당                    | 청림동, 성현동, 행운동, 낙성대동, 인헌동, 남현동                                          |             |
| 관악구 제3선거구   | 임만균   | 더불어민주당                    | 신사동, 조원동, 미성동, 난곡동, 난향동                                                    |             |
| 관악구 제4선거구   | 유정희   | 더불어민주당                    | 서원동, 신원동, 서림동, 삼성동, 대학동                                                    |             |
| 서초구 제1선거구   | 박상혁   | 국민의힘                        | 잠원동, 반포1동, 반포3동, 반포4동                                                         |             |
| 서초구 제2선거구   | 이숙자   | 국민의힘                        | 반포본동, 반포2동, 방배본동, 방배1동, 방배4동                                             |             |
| 서초구 제3선거구   | 고광민   | 국민의힘                        | 서초2동, 서초4동, 양재1동, 양재2동, 내곡동                                                |             |
| 서초구 제4선거구   | 최호정   | 국민의힘                        | 서초1동, 서초3동, 방배2동, 방배3동                                                        |             |
| 강남구 제1선거구   | 이새날   | 국민의힘                        | 신사동, 논현1동, 압구정동, 청담동                                                         |             |
| 강남구 제2선거구   | 김형재   | 국민의힘                        | 논현2동, 역삼1동, 역삼2동                                                                 |             |
| 강남구 제3선거구   | 김현기   | 국민의힘                        | 개포1동, 개포2동, 개포4동                                                                 |             |
| 강남구 제4선거구   | 유만희   | 국민의힘                        | 세곡동, 일원본동, 일원1동, 일원2동, 수서동                                                |             |
| 강남구 제5선거구   | 김동욱   | 국민의힘                        | 대치1동, 대치4동, 도곡1동, 도곡2동                                                        | 무투표 당선 |
| 강남구 제6선거구   | 김길영   | 국민의힘                        | 삼성1동, 삼성2동, 대치2동                                                                 | 무투표 당선 |
| 송파구 제1선거구   | 김규남   | 국민의힘                        | 풍납1동, 풍납2동, 잠실4동, 잠실6동                                                        |             |
| 송파구 제2선거구   | 남창진   | 국민의힘                        | 방이1동, 방이2동, 오륜동, 송파1동, 송파2동                                                |             |
| 송파구 제3선거구   | 임춘대   | 국민의힘                        | 석촌동, 가락1동, 문정2동                                                                  |             |
| 송파구 제4선거구   | 이성배   | 국민의힘                        | 삼전동, 잠실본동, 잠실2동, 잠실3동, 잠실7동                                               |             |
| 송파구 제5선거구   | 유정인   | 국민의힘                        | 거여1동, 거여2동, 마천1동, 마천2동, 장지동, 위례동                                        |             |
| 송파구 제6선거구   | 김원태   | 국민의힘                        | 오금동, 가락본동, 가락2동, 문정1동                                                        |             |
| 강동구 제1선거구   | 김혜지   | 국민의힘                        | 고덕제1동, 암사제1동, 암사제2동, 암사제3동                                                |             |
| 강동구 제2선거구   | 이종태   | 국민의힘                        | 명일제1동, 명일제2동, 길동                                                                |             |
| 강동구 제3선거구   | 박춘선   | 국민의힘                        | 강일동, 상일제1동, 상일제2동, 고덕제2동                                                   |             |
| 강동구 제4선거구   | 장태용   | 국민의힘                        | 천호제1동, 천호제2동, 천호제3동                                                           |             |
| 강동구 제5선거구   | 김영철   | 국민의힘                        | 성내제1동, 성내제2동, 성내제3동, 둔촌제1동, 둔촌제2동                                     |             |
| 비례대표           | 이소라   | 더불어민주당                    | 서울특별시 일원                                                                           |             |
| 비례대표           | 박강산   | 더불어민주당                    | 서울특별시 일원                                                                           |             |
| 비례대표           | 아이수루 | 더불어민주당                    | 서울특별시 일원                                                                           |             |
| 비례대표           | 이원형   | 더불어민주당                    | 서울특별시 일원                                                                           |             |
| 비례대표           | 최재란   | 더불어민주당                    | 서울특별시 일원                                                                           |             |
| 비례대표           | 황유정   | 국민의힘                        | 서울특별시 일원                                                                           |             |
| 비례대표           | 이상욱   | 국민의힘                        | 서울특별시 일원                                                                           |             |
| 비례대표           | 윤영희   | 국민의힘                        | 서울특별시 일원                                                                           |             |
| 비례대표           | 이종배   | 국민의힘                        | 서울특별시 일원                                                                           |             |
| 비례대표           | 이효원   | 국민의힘                        | 서울특별시 일원                                                                           |             |
| 비례대표           | 송경택   | 국민의힘                        | 서울특별시 일원                                                                           |             |

## 같이 보기
- 서울특별시의회